# Ngarrindjeri

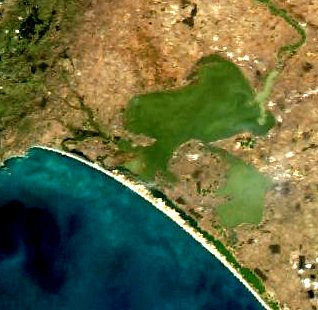
La culture Ngarrindjeri est centrée autour des lacs inférieurs du Murray.

Les Ngarrindjeri (signification littérale « le peuple qui appartient à cette terre ») sont une nation de dix-huit « tribus » (lakinyeri) comprenant de nombreux clans familiaux, qui parlent des dialectes semblables de la langue Ngarrindjeri (en) et sont le peuple Aborigène traditionnel du cours inférieur du Murray, de l'Ouest de la péninsule Fleurieu, et du Sud du Coorong, dans le centre de l'Australie.
Ngarrindjeri est en fait le nom du groupe linguistique, les Européens l'ont par la suite utilisé comme un nom collectif pour la tribu après la colonisation. Les variations orthographiques sont courantes en raison de leur utilisation comme noms de clan et comprennent Narinyerrie, Narrin’yerree, Narrinjeri et Narrinyeri. En grammaire Ngarrindjeri le suffixe –nyeri (ou –ndjeri) signifie appartenir à un lieu ou une zone spécifique.
En 2016, 317 personnes déclarent parler le ngarrindjeri à la maison.

## Ngarrindjeri connus
- David Unaipon, prédicateur, écrivain, philosophe et inventeur
- Ruby Hunter, chanteuse, auteur-compositeur et guitariste